# Wolf Isselhard
Wolf Isselhard (* 31. Dezember 1930 in Leverkusen; † 5. Juni 1998 in Köln) war ein deutscher Mediziner, Hochschullehrer und Rektor der Universität zu Köln.

## Studium und Forschung
Von 1950 bis 1955 studierte Wolf Isselhard Medizin in Köln. Mit seiner Arbeit Untersuchungen über die bei unterschiedlicher J131-Strahlenbelastung der Schilddrüse im Serum auftretenden J131-markierten organischen Jodverbindungen wurde er promoviert. Anschließend verbrachte er ein Jahr in den USA und erhielt 1956 seine Approbation. 1964 habilitierte er mit dem Thema Vergleich des Herzstoffwechsels bei verschiedenen Methoden des künstlichen Herzstillstands und bei anschließender Reperfusion (Wiederdurchblutung) und wurde für diese Arbeit mit dem Hochhaus-Stiftungspreis ausgezeichnet. Die Forschungsschwerpunkte von Isselhard waren der Energiestoffwechsel von Organen in Sauerstoffmangelsituationen und der anschließenden Erholung sowie die Konservierung von Organen für Transplantationen. Zusammen mit seinen Mitarbeitern verfasste er über 120 Publikationen und Buchbeiträge sowie zahlreiche Vorträge. Seit 1971 war er Mitherausgeber und ab 1977 Herausgeber des European Journal of Applied Physiology und Occupational Physiology.

## Akademische Funktionen
1969 übernahm Isselhard den Lehrstuhl für Experimentelle Chirurgie und war gleichzeitig Vorsteher der Chirurgischen Klinik und Poliklinik der Uniklinik Köln. 1970 wurde er ordentlicher Professor und Direktor des Instituts für Experimentelle Medizin. Von 1972 bis 1973 und von 1986 bis 1991 war Isselhard Dekan der Medizinischen Fakultät. Von 1973 bis 1975 amtierte er als Rektor der Universität zu Köln. Zudem engagierte er sich an der Universität in zahlreichen weiteren, auch ehrenamtlichen, Funktionen.
1996 wurde Wolf Isselhard emeritiert, blieb aber bis zu seinem Tod Direktor des Instituts für Experimentelle Medizin. Zwei Wochen vor seinem Tod wurde er von der Kölner Universität mit der Universitätsmedaille ausgezeichnet.

## Werke (Auswahl)
- Myocardial protection for cardiovascular surgery. International Symposium October 2 to 4. 1979, Köln, Fed. Republic of Germany, (als Herausgeber). München 1981
- Forschung in der Medizin heute. Ansprache anlässlich der Rektoratsübernahme am 15. Oktober 1973 (Kölner Universitätsreden 51), Krefeld 1974
- Vergleich des Herzstoffwechsels bei verschiedenen Methoden des künstlichen Herzstillstandes und bei anschließender Reperfusion. Unter Untersuchungen über die Beeinträchtigung der extracorporalen Perfusion durch Blutveränderungen, ihre Entstehungsbedingungen u. Beseitigung, Köln 1964